# Ontherus ashei
Ontherus ashei là một loài bọ cánh cứng trong họ Bọ hung (Scarabaeidae).